# 汤姆·沙尔
汤姆·沙尔（英語：Tom Schaar，1999年9月14日—），生于加利福尼亚州，美国男子滑板运动员，2023年世界极限运动会男子碗池赛铜牌得主、2024年夏季奥林匹克运动会男子碗池赛银牌得主。